# Luis Fernando López

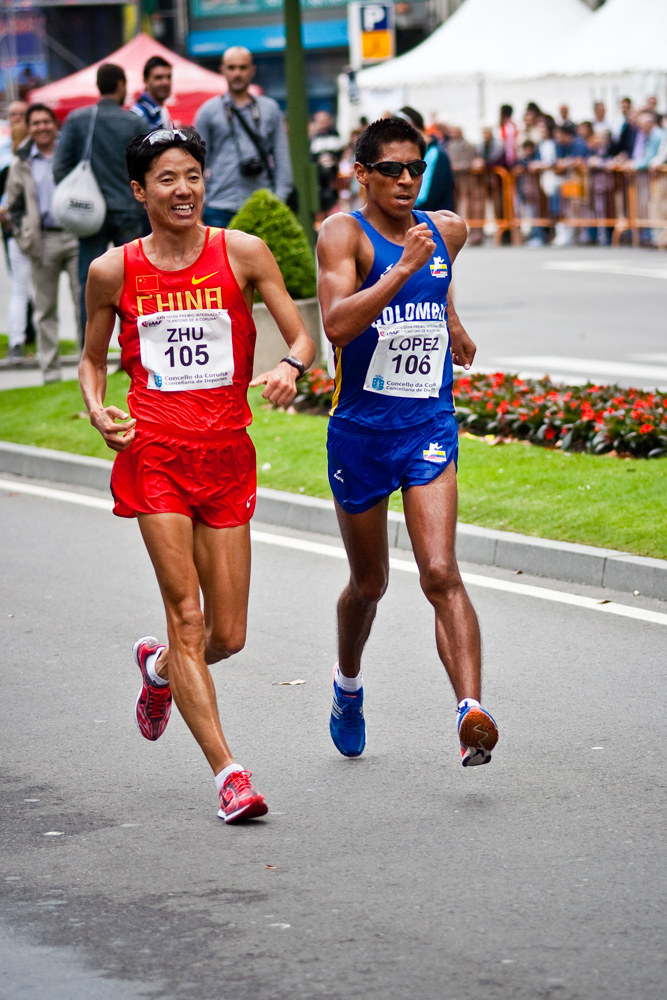
López (rechts) 2010 in Coruna

Luis Fernando López (Luis Fernando López Erazo; * 3. Juni 1979 in Pasto) ist ein kolumbianischer Geher, der auf der 20-km-Distanz erfolgreich ist.
Bei den Olympischen Spielen 2004 in Athen kam er auf den 24. Platz. Im Jahr darauf gewann er bei den Leichtathletik-Südamerikameisterschaften in Cali Bronze und wurde Zwölfter bei den Leichtathletik-Weltmeisterschaften in Helsinki.
2006 gewann er Gold bei den Zentralamerika- und Karibikspielen, und 2007 belegte er bei den Weltmeisterschaften in Osaka den 22. Rang.
Einem neunten Platz bei den Olympischen Spielen 2008 in Peking folgte 2009 der Titelgewinn bei den Leichtathletik-Südamerikameisterschaften in Lima und ein fünfter Platz bei den Weltmeisterschaften in Berlin.
2010 gewann er Silber bei den Zentralamerika- und Karibikspielen in Mayagüez, 2011 Gold bei den Weltmeisterschaften in Daegu, nachdem die beiden zunächst auf den ersten beiden Rängen platzierten Russen Waleri Bortschin und Wladimir Kanaikin wegen Dopingbetrugs disqualifiziert worden waren.

## Persönliche Bestzeiten
- 5000 m Gehen: 19:50,41 min, 10. November 2001, Xalapa
- 10.000 m Gehen: 40:33,87 min, 6. Dezember 2003, Catania
- 10 km Gehen: 38:10 min, 18. September 2010, Peking
- 20.000 m Gehen: 1:20:53,6 h, 21. Juni 2009, Lima
- 20 km Gehen: 1:20:03 h, 15. August 2009, Berlin